# Episodi di One Piece (seconda stagione)
Questa lista comprende la seconda stagione della serie televisiva anime One Piece, prodotta da Toei Animation, diretta da Kōnosuke Uda e tratta dall'omonimo manga di Eiichirō Oda.
La seconda stagione si intitola Saga dell'ingresso nella Rotta Maggiore (グランドライン突入篇?, Gurando Rain totsunyū hen) e raggruppa gli episodi dal 62 al 77. Essa si svolge al Promontorio Futago, a Whiskey Peek e a Little Garden e vede la ciurma di Cappello di Paglia entrare in contatto con l'organizzazione criminale Baroque Works. I 16 episodi sono stati trasmessi in Giappone su Fuji TV dal 21 marzo al 19 agosto 2001 e in Italia su Italia 1 dal 30 dicembre 2002 al 20 gennaio 2003.
La sigla di apertura adottata è Believe delle Folder5; mentre le sigle di chiusura sono RUN! RUN! RUN! di Maki Otsuki per gli episodi 62 e 63, Watashi ga iru yo (私がいるよ? lett. "Sono proprio qui") di Tomato Cube fino all'episodio 73 e Shōchi no suke (しょうちのすけ? lett. "Questo è un fatto") di Shōjo Suitei per i restanti episodi. L'edizione italiana ha adottato invece come sigla unica di apertura e di chiusura Tutti all'arrembaggio! di Cristina D'Avena e Giorgio Vanni.

## Lista episodi
| Nº | Titolo italiano Giapponese 「Kanji」 - Rōmaji - Traduzione letterale | In onda        | In onda          |
| Nº | Titolo italiano Giapponese 「Kanji」 - Rōmaji - Traduzione letterale | Giapponese     | Italiano         |
| 62 | La balena gigante 「最初の砦？巨大クジラ・ラブーン現る」 - Saisho no toride? Kyodai kujira Rabūn genru – "La prima linea di difesa? Ecco la balena gigante Lovoon" | 21 marzo 2001  | 30 dicembre 2002 |
| 62 | La Going Merry scende dalla Reverse Mountain a tutta velocità e la ciurma si accorge che sul loro percorso si trova Lovoon e stanno per schiantarsi. Tuttavia i pirati riescono a rallentare e a salvare la nave. Rufy irrita Lovoon che apre la bocca e inghiottisce la nave con tutto l'equipaggio, tranne il capitano che riesce ad arrampicarsi sul dorso, dove trova una botola che conduce all'interno. Nel frattempo nello stomaco di Lovoon i pirati di Rufy incontrano Crocus che mostra loro una porta da cui possono uscire. All'improvviso tutto comincia a tremare: Crocus spiega loro che Lovoon ha ricominciato a colpire con il muso la Linea Rossa e si precipita a iniettare dei sedativi. Nel frattempo anche un paio di individui armati di pistole si sono infiltrati nei corridoi che percorrono Lovoon. Si tratta di Mr. 9 e Miss Wednesday, che è Nefertari Bibi sotto false spoglie. Rufy piomba addosso a questi ultimi per via degli scossoni e tutti e tre finiscono nei succhi digestivi di Lovoon, ma vengono recuperati prima che sia troppo tardi. Crocus torna sulla sua isola in mezzo allo stomaco e spiega che le due persone vogliono uccidere Lovoon per sfamare una città li vicino. Inoltre racconta loro la storia di Lovoon: è originario del mare occidentale e sta aspettando il ritorno di alcuni suoi amici da cinquant'anni. |                |                  |
| 63 | Promesse 「男の約束！ルフィとクジラ再開の誓い」 - Otoko no yakusoku! Rufi to kujira saikai no chikai – "Una promessa tra uomini! Rufy e la balena giurano di rincontrarsi" | 21 marzo 2001  | 31 dicembre 2002 |
| 63 | Crocus racconta la storia di Lovoon. Cinquanta anni prima un gruppo di pirati raggiunse il promontorio futago seguito da Lovoon. Chiesero a Crocus di prendersene cura nei tre anni che prevedevano di impiegare per percorrere tutta la rotta maggiore, ma non tornarono mai. Rufy, udita questa storia, sfida Lovoon e al termine della sfida dichiara che lo scontro è finito in parità. Per questo dipinge il proprio jolly roger sul muso di Lovoon e gli promette che tornerà, un giorno, per ottenere la rivincita. Nami tuttavia scopre che la bussola non funziona nella Rotta Maggiore e Crocus le spiega che il motivo per cui le tecniche di navigazione convenzionali non funzionano in quel mare risiede nel fatto che tutte le isole della Rotta Maggiore sono dotate ognuna di un campo magnetico che ha l'effetto di disorientare le normali bussole. Crocus allora decide di donarle il suo Log pose rivelando inoltre all'intera ciurma che all'inizio della Rotta Maggiore è possibile scegliere tra sette rotte diverse, ma che indipendentemente da quella che si sceglie esse sono tutte orientate verso un'unica direzione, l'isola Raftel, l'ultima meta della Rotta Maggiore, un'isola leggendaria di cui si narra che solo la ciurma di Roger riuscì a metterci piede. Usop chiede al vecchio medico se allora è lì che si trova il leggendario tesoro dello One Piece, ma Crocus dice di non saperlo aggiungendo che tutti lo dicono ma che nessuno oltre a Roger ci è mai più arrivato. Rufy sorride e dice che lo scopriranno solo una volta che ci saranno arrivati. Più tardi Mr. 9 e Miss Wednesday chiedono a Rufy e ciruma di essere accompagnati fino alla loro città, sull'isola di Whisky Peak. Crocus avverte la ciurma di Rufy di non fidarsi di quei due e che gli porteranno solo guai avvertendoli che solo all'inizio è possibile scegliere la rotta e che una volta arrivati a Whiskey Peak non sarà più possibile tornare indietro. Rufy gli risponde che nel caso non sarà di suo gradimento la rotta semplicemente ripartirà dall'inizio. Alla fine il gruppo parte e Crocus riflette sulle somiglianze tra Rufy e Roger. |                |                  |
| 64 | Benvenuti a Whisky Peak 「海賊歓迎の町？ウイスキーピーク上陸」 - Kaizoku kangei no machi? Uisukī Pīku jōriku – "Una città che accoglie i pirati? Approdo a Whiskey Peek" | 15 aprile 2001 | 1º gennaio 2003  |
| 64 | La Going Merry si avventura nella rotta maggiore e Nami si rende conto delle stravaganze climatiche di questo mare. La nave affronta neve, nubifragi, iceberg e nebbia nel giro di pochi minuti. I due ospiti si gettano in acqua appena giunti in prossimità di whisky peek e raggiungono la città a nuoto. I pirati si inoltrano all'interno della foce di un fiume e con grande sorpresa scoprono che la popolazione locale li acclama e li accoglie con entusiasmo. Igaram si presenta di fronte a loro e li invita a una festa in loro onore. Tutti festeggiano fino a tarda sera, finché i cinque pirati crollano per aver mangiato e bevuto troppo. A quel punto Mr. 9, Miss Wendesday, Mr. 8 e una suora che si scopre essere una certa Miss Monday si riuniscono all'aperto e concordano di derubarli e di catturarli per consegnarli alla marina. Zoro però si presenta di fronte a loro in forze, perché ha solo fatto finta di addormentarsi. Comprende che si tratta di un'isola piena di cacciatori di taglie al soldo della Baroque Works, perché tempo fa gli hanno proposto di unirsi e si prepara a sconfiggerli tutti da solo. |                |                  |
| 65 | Solo contro tutti 「炸裂三刀流！ゾロVSバロックワークス！」 - Sakuretsu santōryū! Zoro VS Barokku Wākkusu! – "L'esplosivo stile a tre spade! Zoro vs. Baroque Works!" | 15 aprile 2001 | 2 gennaio 2003   |
| 65 | Zoro fa in modo che la maggior parte dei cacciatori di taglie armati di fucili e pistole si sparino a vicenda, uccidendosi. Dopodiché decide di attaccare direttamente i propri nemici per mettere alla prova le sue nuove spade: la yubashiri e la sandai kitetsu. Si sbarazza degli avversari, talvolta rischiando di farsi colpire, finché non viene catturato da Miss Monday, che è in possesso di una forza sovrumana. Miss Monday però scopre che Zoro ha una presa molto più potente della sua e perde i sensi dopo essere stata afferrata per la testa. Mr. 9, Bibi e Igaram, rimasti soli, decidono di andare a combattere. Mr. 9 utilizza acrobazie e mazze di ferro, ma cade dal tetto di una casa. Bibi cerca di ammaliare Zoro con la sua bellezza per poi colpirlo con le sue armi e di attaccare con il suo papero, Karl, ma fa la stessa fine. Igaram utilizza un sassofono che spara proiettili e riesce a impensierire Zoro, che non sa come attaccarlo. Zoro decide di utilizzare il corpo di gomma di Rufy come trampolino e si scaglia contro Igaram, sconfiggendolo. Improvvisamente due nuove persone raggiungono whisky peek: Mr. 5 e Miss Valentine. Mr. 5 ha il corpo che si comporta come la polvere da sparo, perché ha mangiato il frutto del diavolo Bomb Bomb, mentre Miss Valentine ha il potere di modificare il peso del suo corpo, grazie al frutto del diavolo Kilo Kilo, e sono giunti sull'isola per uccidere due infiltrati all'interno dell'organizzazione: Igaram e Bibi. Però Mr. 9 e Miss Monday si sacrificano per difendere i loro amici. |                |                  |
| 66 | Duello inspiegabile 「真剣勝負！ルフィVSゾロ謎の大決闘！」 - Shinken shōbu! Rufi VS Zoro nazo no dai kettō! – "Senza esclusione di colpi! Rufy vs. Zoro, il misterioso duello!" | 22 aprile 2001 | 3 gennaio 2003   |
| 66 | Igaram spara a Mr. 5 e a Miss Valentine, ma all'improvviso crolla a terra colpito da un'esplosione. Bibi inizia a fuggire, mentre Igaram implora Zoro, che stava osservando la scena di nascosto, di difendere la ragazza. Gli promette una ricompensa se la scorterà fino al regno di Alabasta e Nami, che ha sentito tutto, accetta la proposta. Subito dopo costringe Zoro a entrare in azione, dopodiché si fa spiegare da Igaram cosa sia la Baroque Works. Si tratta di un'organizzazione segreta comandata da un certo Mr 0, di cui quasi nessuno nell'organizzazione ne conosce l'identità. L'obiettivo è quello di creare una nazione ideale e Crocodile ha promesso posizioni importanti a coloro che eseguiranno con successo i suoi ordini. Zoro si schiera in difesa di Bibi preparandosi ad affrontare i due nuovi arrivati, ma all'improvviso Rufy raggiunge i presenti. Inizia a prendersela con Zoro, accusandolo di avere attaccato la popolazione che era stata gentile con loro, ignorando la verità. Poi attacca Zoro, che è costretto a contrattaccare per difendersi; Mr. 5 e Miss Valentine, che si trovano sul loro percorso, diventano semplici ostacoli che devono essere rimossi. I due compagni si colpiscono ripetutamente mentre gli agenti della Baroque Works, feriti nell'orgoglio per via del fatto che vengono ignorati, decidono di attaccarli. Partono alla carica, ma i loro avversari, spazientiti, li colpiscono scagliandoli a grande distanza affinché non interferiscano nel loro duello. |                |                  |
| 67 | Si riprende il mare! 「王女ビビを届けろ！ルフィ海賊団出航」 - Ōjo Bibi o todokero! Rufi kaizoku dan shukkō – "Riportare a casa la principessa Bibi! La ciurma di Rufy salpa" | 29 aprile 2001 | 6 gennaio 2003   |
| 67 | Rufy e Zoro si preparano a proseguire il loro duello. Vengono però interrotti da Nami, che decide di contrattare la tariffa per scortare Bibi fino ad Alabasta. Bibi spiega che il suo regno è sull'orlo di una guerra civile fomentata dalla Baroque Works, comandata da Crocodile della Flotta dei Sette, che ha intenzione di impossessarsi del suo regno. Non appena i tre pirati ne vengono a conoscenza, diventano però bersagli della Baroque Works, perché Mr. 13 e Miss Friday hanno assistito alla scena e hanno fatto i loro identikit. Igaram si presenta di fronte al gruppo vestito come Bibi con l'intenzione di fare da esca e permettere ai pirati di scortare Bibi fino a destinazione. Non appena giunto al largo però la sua imbarcazione esplode, così la ciurma comprende che nuovi nemici sono già arrivati ed è necessario salpare di corsa. Rufy recupera Sanji e Usop e il gruppo raggiunge la Going Merry, che si mette in viaggio. A bordo però si trova Miss All Sunday, Nico Robin, responsabile dell'esplosione di poco prima. Robin dichiara di non avere intenzioni ostili e li informa che la rotta sulla quale si trovano li porterà a little garden. Secondo Robin quell'isola sarà la causa della loro morte, perciò dona al gruppo un eternal pose che punta all'isola del nulla, molto vicina alla loro meta, per aiutarli. Rufy però distrugge l'oggetto perché non vuole che sia Robin a stabilire la rotta della nave. |                |                  |
| 68 | La forza dei sogni 「頑張れコビー！コビメッポ海軍奮闘記」 - Ganbare Kobī! Kobimeppo kaigun funtōki – "Dacci dentro, Kobi! Le peripezie di Kobi e Hermeppo nella Marina" | 13 maggio 2001 | 7 gennaio 2003   |
| 68 | Kobi e Hermeppo lavorano come ragazzi di servizio nella base della Marina di Sheltz Town. Mentre Kobi è felice di faticare per svolgere umili compiti, Hermeppo rimpiange la vecchia vita, in cui era riverito per la parentela con Morgan. Una mattina i due ragazzi iniziano a litigare per via dei differenti ideali e nella colluttazione fanno sparare un cannone che distrugge un edificio. Solo per miracolo non vengono espulsi. Tempo dopo salgono a bordo della nave incaricata di trasferire Morgan al quartier generale della marina per essere giudicato. Garp raggiunge la nave, ma si addormenta di fronte a tutti; Morgan ne approfitta e lo attacca con la sua ascia, spezza la catene che lo tenevano prigioniero e prende in ostaggio Hermeppo, per poi allontanarsi col figlio su una scialuppa. I marine decidono di aprire il fuoco con un cannone, ma Kobi si preoccupa per l'incolumità di Hermeppo e si posiziona davanti all'arma per impedire che spari. Dopodiché si tuffa in acqua e cerca di raggiungere a nuoto la barca. Hermeppo a sua volta si ribella a Morgan finché Kobi non li raggiunge, ma i due ragazzi non riescono a prevalere sull'uomo, che li getta in mare e se ne va. Bogart rimprovera i due ragazzi, ma Garp rimane affascinato dal loro coraggio e decide di portarli con sé al quartier generale della marina. |                |                  |
| 69 | Una questione di forza di volontà 「コビメッポの決意！ガープ中将の親心」 - Kobimeppo no ketsui! Gāpu chūjō no oyagokoro – "La determinazione di Kobi e Hermeppo! L'affetto paterno del vice-ammiraglio Garp" | 20 maggio 2001 | 8 gennaio 2003   |
| 69 | Durante la navigazione lungo la rotta maggiore, Rufy e Zoro leggono sul giornale che Kobi è stato trasferito al quartier generale della marina per essere addestrato. Le giornate sono molto faticose e Hermeppo, che è giunto fin lì con Kobi, crede che sia meglio rinunciare. Kobi lo convince a resistere e i due proseguono a svolgere i loro compiti, che consistono nel pulire i pavimenti e lavare le uniformi. Alla sera Hermeppo decide di allenarsi seriamente nonostante la fatica della giornata lavorativa e Kobi si unisce. Un giorno Garp li sente parlare di Rufy e loro non negano di conoscerlo anche se rischiano di essere espulsi. Garp ordina loro di attaccarlo per testare la forza di volontà dei due ed essi obbediscono, venendo colpiti ripetutamente. Garp rimane favorevolmente impressionato e perciò decide di sottoporli a degli allenamenti durissimi. |                |                  |
| 70 | Il tempo si è fermato? 「太古の島！リトルガーデンに潜む影！」 - Taiko no shima! Ritoru Gāden ni hisomu kage! – "Un'antica isola! L'ombra che si cela a Little Garden!" | 27 maggio 2001 | 9 gennaio 2003   |
| 70 | Bibi spiega alla ciurma che nella rotta maggiore le correnti marine e i campi magnetici sono molto variabili. Nonostante questi pericoli la ciurma si rilassa e raggiunge l'isola successiva della loro rotta. In un altro luogo, Mr. 3 e Miss Golden Week, due agenti della Baroque Works, si mobilitano per intercettare la ciurma di Rufy. L'isola su cui i pirati di Rufy sono sbarcati, Little Garden, è ricoperta da una fitta giungla e Nami e Usop si preoccupano per il suo aspetto ostile, le bestie feroci e i suoni sinistri. Rufy, Bibi e Karl sbarcano per visitare l'isola, mentre Zoro e Sanji si sfidano in una gara di caccia, lasciando a bordo della Going Merry solo Nami e Usop. I tre gruppi si imbattono in vari tipi di dinosauro. Nami e Usop, nel frattempo, leggono su un libro di nome brag men che l'isola è abitata da giganti. |                |                  |
| 71 | I giganti 「でっかい決闘！巨人ドリーとブロギー」 - Dekkai kettō! Kyohei Dorī to Burogī – "Duello gigantesco! I giganti Dori e Brogi" | 3 giugno 2001  | 10 gennaio 2003  |
| 71 | Usop e Nami sono terrorizzati da Brogi che è comparso di fronte a loro; questi si presenta e li invita a mangiare, anche se loro continuano a fingersi morti. Rufy invece si diverte a cavalcare alcuni dinosauri finché non finisce per essere mangiato da uno di essi. Prima che sia troppo tardi, però, Dori Dori, un gigante, uccide l'animale e salva la vita a Rufy. Dori si presenta e invita Rufy, Bibi e Karl al suo campo base. Nami e Usop fuggono dal luogo in cui Brogi, un altro gigante, li ha portati, ma finiscono per essere inseguiti da numerose bestie feroci finché Brogi non interviene a salvarli. Durante il pranzo, Nami scopre che il log pose necessita di un anno intero per resettarsi e iniziare a puntare all'isola successiva. Rufy invece si diverte con Dori e gli chiede perché viva da solo sull'isola. Dori spiega che è originario di Erbaf, un'isola della rotta maggiore, e che si è fermato a little garden per duellare con Brogi come previsto dalle leggi della sua patria. I due giganti si trovano lì da 100 anni e finora nessuno dei due è riuscito a prevalere. A un certo punto un vulcano inizia a eruttare e i due giganti si alzano, decisi a riprendere a combattere. In un altro punto dell'isola, Mr. 5 e Miss Valentine raggiungono un'altra coppia di agenti, quella formata da Mr. 3 e Miss Golden Week. Questi ultimi hanno intenzione di eseguire la missione assegnatagli da Crocodile, ma vogliono anche catturare i due giganti, sui quali pende una taglia da 100.000.000. |                |                  |
| 72 | L'ira di Rubber 「ルフィ怒る！聖なる決闘に卑劣な罠」 - Rufi okoru! Seinaru kettō ni hiretsu na wana – "Rufy si arrabbia! Uno sporco trucco profana un sacro duello!" | 17 giugno 2001 | 13 gennaio 2003  |
| 72 | Dori e Brogi si affrontano senza esclusione di colpi e la ciurma di Rufy ammira l'energia e l'onore di cui è pervaso il duello. Gli agenti della Baroque Works, intanto, si preparano a entrare in azione. La sfida si conclude con l'ennesimo pareggio, ma nessuno dei due giganti ne è dispiaciuto. Brogi consegna a Dori un po' dell'alcol che gli è stato donato dai visitatori, dopodiché ognuno dei due torna al proprio campo base. Lì Dori consiglia a Rufy di salpare prima che il log pose abbia il tempo di registrare l'isola, perché un anno di attesa è troppo. All'improvviso, mentre Dori sta bevendo, il barile esplode e Dori crolla a terra, ferito gravemente, lasciando senza parole Rufy, Bibi e Karl. Dori accusa i pirati di essere i responsabili e li attacca, così Rufy per difendersi è costretto a fargli perdere i sensi. Quando il vulcano erutta nuovamente, Dori si riprende e decide di tornare a combattere, anche se ferito. |                |                  |
| 73 | L'ultima sfida 「ブロキー勝利の号泣！エルバフの決着」 - Burogī shōri no gōkyū! Erubafu no kecchaku – "Amare lacrime di vittoria per Brogi! Il verdetto di Erbaf" | 24 giugno 2001 | 14 gennaio 2003  |
| 73 | Nonostante sia ferito, Dori solleva un'enorme roccia e la usa per intrappolare Rufy schiacciandolo sotto di essa, in modo che non intervenga nel suo duello con Brogi. I due giganti si ritrovano e iniziano a combattere per l'ennesima volta. Zoro incontra Nami in mezzo alla foresta, anche se nota che c'è qualcosa che non va. Anche Nami si imbatte in Rufy, ma viene immediatamente attaccata; Usop, che fino a poco prima era con Nami, si ritrova da solo in mezzo alla foresta. Usop, terrorizzato all'idea di essere rimasto solo, corre fino a raggiungere Rufy e Bibi. Questa inizia a sospettare che le sparizioni siano opera della Baroque Works e ne deduce che anche il barile esplosivo abbia la stessa origine. Mr. 3, infatti, ha fatto in modo che Brogi sconfiggesse Dori e pochi minuti dopo il suo piano si realizza. Brogi, ignaro dell'intervento esterno, piange per la gioia della vittoria, ma subito dopo Mr. 3 lo attacca direttamente immobilizzandogli le gambe, con la cera, che riesce a creare grazie al frutto del diavolo Dela Dela. Mr. 5 e Miss Valentine, invece, raggiungono il campo base di Dori portando con sé Karl, che hanno trovato nella foresta e picchiato violentemente. I due agenti sconfiggono poi senza difficoltà Usop e Bibi. |                |                  |
| 74 | Le statue di cera 「魔のキャンドル！無念の涙と怒りの涙」 - Akuma no kyandoru! Munen no namida to okari no namida – "La candela demoniaca! Lacrime di rimpianto e lacrime di rabbia" | 15 luglio 2001 | 15 gennaio 2003  |
| 74 | Mr. 3 imprigiona Brogi con la sua cera mentre Mr. 5 colpisce Rufy, che non può difendersi. Poi, assieme a Miss Valentine, porta Bibi dai suoi colleghi. Mr. 3 crea con la cera una gigantesca statua a forma di torta, con numerose candele accese sulla sua sommità. Alla base di essa posiziona Bibi assieme a Zoro e a Nami, per fare in modo che la cera fusa coli sopra di loro ricoprendoli e trasformandoli lentamente in statue di cera. Poi deride Brogi e Dori per la facilità con cui è riuscito a ingannarli, influenzando il loro duello. Brogi, infuriato per la mancanza di onore di Mr. 3, distrugge la cera che lo tiene imprigionato e si prepara ad attaccare, ma viene investito da una serie di esplosioni causate da Mr. 5 e crolla nuovamente a terra. Subito dopo Mr. 3 lo immobilizza di nuovo in modo migliore. Zoro decide di ricorrere a una misura estrema per liberarsi: quella di tagliarsi i piedi. Prima che possa farlo per davvero, Rufy, Usop e Karl irrompono sul campo di battaglia decisi a sconfiggere i nemici, ma i suoi compagni gli chiedono di distruggere la statua come prima cosa. I tre si preparano a farlo, ma Mr. 3 è intenzionato a impedirglielo. |                |                  |
| 75 | L'incantesimo dei colori 「ルフィを襲う魔力！カラーズトラップ」 - Rufi o osō maryoku! Karāzu Torappu – "Un incantesimo su Rufy! Colors Trap" | 12 agosto 2001 | 16 gennaio 2003  |
| 75 | Mr. 3 decide di affrontare personalmente Rufy, poiché ritiene che Mr. Five e Miss Valentine non sono abbastanza forti. Per questo li incarica di sconfiggere Usop e Karl. Mr. 3 intrappola i piedi di Rufy in un ceppo di cera, ma Rufy ne approfitta e lo usa per distruggere una parte della costruzione che sta lentamente uccidendo Zoro, Nami e Bibi. Nel farlo il ceppo si spezza e Rufy libera i suoi piedi, ma il processo di trasformazione in statue dei suoi amici accelera. Rufy cerca nuovamente di distruggere il marchingegno, ma Mr. 3 protegge la sua creazione creando dei muri di cera. Anche Usop prova a utilizzare un proiettile esplosivo, ma Mr. 5 lo ingoia senza conseguenze. Rufy riesce a sconfiggere Mr. 3 e ha la possibilità di salvare i suoi compagni, ma si rifiuta di farlo. Miss Golden Week, infatti, ha fatto uso della sua abilità, il colors trap, con cui può ipnotizzare le persone e fargli fare ciò che vuole. Rufy si trova in piedi sopra a un simbolo di colore nero che spinge le persone a tradire gli amici. Bibi comunque riesce con la psicologia inversa a convincerlo a uscire dal cerchio di influenza di quel simbolo, ma Miss Golden Week ne disegna un altro di colore giallo sul vestito di Rufy che lo spinge a ridere incontrollatamente. Usop e Karl, sempre in fuga dagli altri due agenti, si scontrano con Rufy e cancellano parzialmente il disegno presente sulla sua maglietta. Rufy si libera dall'ipnosi, ma Miss Golden Week gli disegna un simbolo rosso, come il mantello della corrida, che gli distoglie l'attenzione sulla macchina di cera in cui sono intrappolati gli amici, poi uno verde tranquillità, mix tra giallo risata e blu tristezza. Usop riesce a seminare gli inseguitori e a tornare da Rufy, ma vede che sta bevendo il tè con la ragazzina e che i suoi amici sono già quasi diventati statue di cera. |                |                  |
| 76 | Pirati alla riscossa 「いざ反撃！ウャプの機転と火炎星！」 - Iza hangeki! Usoppu no kiten to Kaenboshi! – "È ora di contrattaccare! L'intuito e la stella fiammeggiante di Usop!" | 19 agosto 2001 | 17 gennaio 2003  |
| 76 | Rufy comincia a rilassarsi con Miss Golden Week mentre i suoi amici continuano a essere in pericolo. Usop colpisce la sua maglietta con un proiettile di fuoco in modo da distruggere il simbolo creato da Miss Golden Week e che è responsabile del cambiamento di carattere di Rufy. Mr. 5, con un revolver cerca di sparare il suo alito, anch'esso esplosivo come il suo corpo, a Usop, ma ormai Rufy è stato liberato. Rufy tenta di nuovo di aiutare i compagni, ma viene intercettato da Mr. 3, che combatte con un'armatura fatta di cera. Usop invece viene fermato dai proiettili di Mr. 5, ma ordina a Karl di avvolgere la statua di cera con una corda imbevuta di un liquido infiammabile. Rufy afferra Mr. 3 e usa il fuoco presente sulla punta dei suoi capelli per dare fuoco alla corda e sciogliere la cera. Non appena si liberano, Nami e Bibi sconfiggono Miss Valentine. Nel frattempo Usop fa ingoiare a Mr. 5 un proiettile piccante finché Zoro si sbarazza dell'agente. Rufy e Karl inseguono Mr. 3, la cui armatura si è sciolta, e Miss Golden Week che stavano cercando di fuggire, ma i due agenti riescono a creare in poco tempo una moltitudine di statue di cera con l'aspetto di Mr. 3, tra cui si nasconde quello originale. Rufy però riesce a trovarlo grazie al suo istinto e a sconfiggerlo . Nel frattempo Sanji si imbatte in una casa fatta di cera, che è il covo di Mr. 3. All'interno suona un lumacofono e Sanji risponde: all'altro capo c'è Crocodile. |                |                  |
| 77 | Addio isola dei giganti 「さらば巨人の島！アラバスタを目指せ」 - Saraba kyojin no shima! Arabasuta o mezase – "Addio, isola dei giganti! Rotta per Alabasta" | 19 agosto 2001 | 20 gennaio 2003  |
| 77 | Sanji capisce che all'altro capo del lumacofono c'è Crocodile, così finge di essere Mr. 3 e spiega a Crocodile di avere ucciso Bibi e i pirati che l'accompagnavano. Durante la conversazione, gli Unluckies raggiungono il covo di Mr. 3 per consegnargli un eternal pose che punta verso il regno di Alabasta. Sanji li sconfigge velocemente e giustifica il rumore che Crocodile sente dicendo che i pirati erano ancora vivi. Crocodile termina la conversazione e ordina che Mr. 2 raggiunga e uccida Mr. 3 perché gli ha mentito. Brogi piange per la morte di Dori, ma questi si sveglia improvvisamente, spiegando che dopo 100 anni di combattimenti le loro armi hanno perso il filo e quindi la ferita ricevuta gli ha solo fatto perdere i sensi. La ciurma di Rufy salpa e i due giganti dicono loro addio, uccidendo un enorme pesce che aveva inghiottito la Going Merry e permettendo loro di proseguire il viaggio. |                |                  |

## Home video

### Giappone

#### VHS
VHS pubblicate dalla Avex Entertainment Corporation.
| Nº                                                           | Data                                                         | Videocassette                                                | Episodi                                                      | Fonte                                                        |
| グランドライン突入篇?, lett. "Ingresso nella Rotta Maggiore" | グランドライン突入篇?, lett. "Ingresso nella Rotta Maggiore" | グランドライン突入篇?, lett. "Ingresso nella Rotta Maggiore" | グランドライン突入篇?, lett. "Ingresso nella Rotta Maggiore" | グランドライン突入篇?, lett. "Ingresso nella Rotta Maggiore" |
| ------------------------------------------------------------ | ------------------------------------------------------------ | ------------------------------------------------------------ | ------------------------------------------------------------ | ------------------------------------------------------------ |
| 1                                                            | 3 aprile 2002                                                | 1                                                            | 62-64                                                        | [ 2 ]                                                        |
| 2                                                            | 2 maggio 2002                                                | 1                                                            | 65-67                                                        | [ 3 ]                                                        |
| 3                                                            | 5 giugno 2002                                                | 1                                                            | 68-70                                                        | [ 4 ]                                                        |
| 4                                                            | 3 luglio 2002                                                | 1                                                            | 71-73                                                        | [ 5 ]                                                        |
| 5                                                            | 7 agosto 2002                                                | 1                                                            | 74-77                                                        | [ 6 ]                                                        |

#### DVD
Gli episodi della seconda stagione di One Piece sono stati distribuiti in Giappone anche tramite DVD, tre per disco eccetto il quinto e ultimo DVD che contiene quattro episodi, dal 3 aprile 2002 al 7 agosto 2002 e raccolti in un unico volume intitolato 2ndシーズン グランドライン突入篇?, lett. "Seconda stagione, ingresso nella Rotta Maggiore".
Gli episodi della seconda stagione di One Piece sono stati distribuiti in Giappone anche tramite altri DVD, il 22 dicembre 2010 e raccolti in un unico volume intitolato ONE PIECE Log Collection. All'interno del volume sono compresi anche i primi 61 episodi della prima stagione.
Gli episodi della seconda stagione di One Piece sono stati distribuiti in Giappone anche tramite altri DVD, il 27 marzo 2015 e raccolti in un unico volume intitolato ONE PIECE Log Collection SET. All'interno del volume sono compresi anche i primi 61 episodi della prima stagione e quelli della terza stagione.
Tutti i DVD sono stati pubblicati dalla Avex Entertainment Corporation.
| N°                                                                                           | Data                                                                                         | Dischi                                                                                       | Episodi                                                                                      | Fonte                                                                                        |
| 2ndシーズン グランドライン突入篇?, (lett. "Seconda stagione, ingresso nella Rotta Maggiore") | 2ndシーズン グランドライン突入篇?, (lett. "Seconda stagione, ingresso nella Rotta Maggiore") | 2ndシーズン グランドライン突入篇?, (lett. "Seconda stagione, ingresso nella Rotta Maggiore") | 2ndシーズン グランドライン突入篇?, (lett. "Seconda stagione, ingresso nella Rotta Maggiore") | 2ndシーズン グランドライン突入篇?, (lett. "Seconda stagione, ingresso nella Rotta Maggiore") |
| -------------------------------------------------------------------------------------------- | -------------------------------------------------------------------------------------------- | -------------------------------------------------------------------------------------------- | -------------------------------------------------------------------------------------------- | -------------------------------------------------------------------------------------------- |
| 1                                                                                            | 3 aprile 2002                                                                                | 1                                                                                            | 62-64                                                                                        | [ 7 ]                                                                                        |
| 2                                                                                            | 2 maggio 2002                                                                                | 1                                                                                            | 65-67                                                                                        | [ 8 ]                                                                                        |
| 3                                                                                            | 5 giugno 2002                                                                                | 1                                                                                            | 68-70                                                                                        | [ 9 ]                                                                                        |
| 4                                                                                            | 3 luglio 2002                                                                                | 1                                                                                            | 71-73                                                                                        | [ 10 ]                                                                                       |
| 5                                                                                            | 7 agosto 2002                                                                                | 1                                                                                            | 74-77                                                                                        | [ 11 ]                                                                                       |
| ONE PIECE Log Collection                                                                     |                                                                                              |                                                                                              |                                                                                              |                                                                                              |
| GRAND LINE                                                                                   | 22 dicembre 2010                                                                             | 1                                                                                            | 62-77                                                                                        | [ 12 ]                                                                                       |
| ONE PIECE Log Collection SET (edizione limitata)                                             |                                                                                              |                                                                                              |                                                                                              |                                                                                              |
| EAST BLUE to CHOPPER                                                                         | 27 marzo 2015                                                                                | 6                                                                                            | 1-92                                                                                         | [ 13 ]                                                                                       |

#### Blu-ray
ONE PIECE Eternal Log contiene gli episodi in 16:9 in formato Blu-ray a definizione standard.
Blu-ray pubblicati dalla Toei Animation.
| Nº                    | Data                  | Dischi                | Episodi                    | Fonte                 |
| ONE PIECE Eternal Log | ONE PIECE Eternal Log | ONE PIECE Eternal Log | ONE PIECE Eternal Log      | ONE PIECE Eternal Log |
| --------------------- | --------------------- | --------------------- | -------------------------- | --------------------- |
| ALABASTA              | 22 gennaio 2021       | 2                     | 62-130 (stagione 2, 3 e 4) | [ 14 ]                |